# Tour de France 2007/1. Etappe
| Etappe 1                          |                        |                         |
| Ergebnis der 1. Etappe            |                        |                         |
| Etappensieger                     | Robbie McEwen          | 4:39:01 h (43,653 km/h) |
| Zweiter                           | Thor Hushovd           | gl. Zeit                |
| Dritter                           | Tom Boonen             | gl. Zeit                |
| Vierter                           | Sylvain Chavanel       | gl. Zeit                |
| Fünfter                           | Romain Feillu          | gl. Zeit                |
| Sechster                          | Robert Förster         | gl. Zeit                |
| Siebter                           | Óscar Freire           | gl. Zeit                |
| Achter                            | Marcus Burghardt       | gl. Zeit                |
| Neunter                           | Francisco José Ventoso | gl. Zeit                |
| Zehnter                           | Tomas Vaitkus          | gl. Zeit                |
| Kämpferischster Fahrer            | Stéphane Augé          | Stéphane Augé           |
| Zwischenstände nach der 1. Etappe |                        |                         |
| Gelbes Trikot                     | Fabian Cancellara      | 4:47:51 h               |
| Zweiter                           | Andreas Klöden         | + 0:13 min              |
| Dritter                           | David Millar           | + 0:21 min              |
| Grünes Trikot                     | Robbie McEwen          | 35 P.                   |
| Zweiter                           | Thor Hushovd           | 30 P.                   |
| Dritter                           | Tom Boonen             | 26 P.                   |
| Gepunktetes Trikot                | David Millar           | 5 P.                    |
| Zweiter                           | Stéphane Augé          | 5 P.                    |
| Dritter                           | Freddy Bichot          | 3 P.                    |
| Weißes Trikot                     | Wladimir Gussew        | 4:48:16 h               |
| Zweiter                           | Thomas Dekker          | + 0:06 min              |
| Dritter                           | Benoît Vaugrenard      | + 0:07 min              |
| Teamwertung                       | Team Astana            | 14:24:51 h              |
| Zweiter                           | Team CSC               | + 0:02 min              |
| Dritter                           | Discovery Channel      | + 0:05 min              |

Die 1. Etappe der Tour de France 2007 am 8. Juli war 203 Kilometer lang und führte die Fahrer aus der britischen Hauptstadt London südostwärts durch die Grafschaft Kent nach Canterbury in den Südosten Englands.
Nachdem die Fahrer in der neutralisierten Phase einen Zwischenstopp auf der Tower Bridge eingelegt hatten, erfolgte der reelle Start in Greenwich, einem Londoner Vorort. Direkt zu Beginn versuchte eine Vielzahl von Gruppen, eine erfolgreiche Flucht zu initiieren, doch erst David Millar gelang es, sich nach etwa sieben gefahrenen Kilometern vom Hauptfeld abzusetzen. Als sich Millar einen leichten Vorsprung herausgefahren hatte, nahm ein Quartett aus Stéphane Augé, Freddy Bichot, Andrij Hrywko und Aljaksandr Kuschynski die Verfolgung auf. Millars Vorsprung auf das Peloton stieg in der Folge auf etwa fünf Minuten an und die Verfolger hatten Probleme, den Solisten zu stellen. Erst nach 48 Rennkilometern gelang ihnen der Zusammenschluss.
Das Quintett baute den Vorsprung weiter auf ungefähr sechs Minuten aus. Dann nahmen die Mannschaften im Hauptfeld jedoch die Verfolgung auf und verringerten den Rückstand kontinuierlich. Nach dem zweiten Zwischensprint des Tages war der Vorsprung auf etwa 2:30 Minuten geschrumpft und Bichot hatte in der Fluchtgruppe eine erste Attacke lanciert. Er wurde jedoch nach kurzer Zeit von seinen vier Mitstreitern wieder eingeholt. Nach einer Tempoverschärfung 50 Kilometer vor dem Ziel fielen Hrywko und Millar endgültig  aus der Fluchtgruppe heraus und wurden bereits wenig später vom Hauptfeld eingeholt. Als noch 27 Kilometer zu fahren waren, erhöhte Augé das Tempo erneut, wodurch seine zwei Kontrahenten ebenfalls zurückfielen. Unterdessen war es im Hauptfeld an einer Engstelle zu einem Sturz gekommen, in den auch der australische Sprinter Robbie McEwen verwickelt war.
Augés Soloflucht endete schließlich 18 Kilometer vor dem Ziel und die Teams der Sprinter versuchten sich in eine gute Ausgangsposition für den bevorstehenden Massensprint zu bringen, während McEwen nach seinem Sturz den Anschluss erst sechs Kilometer vor dem Ziel wieder fand. Im anschließenden Massensprint siegte McEwen dann trotz der kraftraubenden Aufholjagd vor Thor Hushovd und Tom Boonen.
In der Gesamtwertung verteidigte Fabian Cancellara problemlos das Führungstrikot. Auch Wladimir Gussew in der Nachwuchswertung und das Team Astana in der Mannschaftswertung blieben in Führung. Robbie McEwen übernahm nach seinem Sprintsieg das Grüne Trikot von Fabian Cancellara, welches Andreas Klöden in dessen Vertretung auf der Etappe getragen hatte. David Millar sicherte sich das Gepunktete Trikot bei Punktgleichheit mit Stéphane Augé, da er in der Gesamtwertung besser platziert war.

## Aufgaben
- 135 Eduardo Gonzalo Ramírez – während der Etappe, erhebliches Trauma an der rechten Schulter nach Kollision mit Begleitfahrzeug

## Zwischensprints

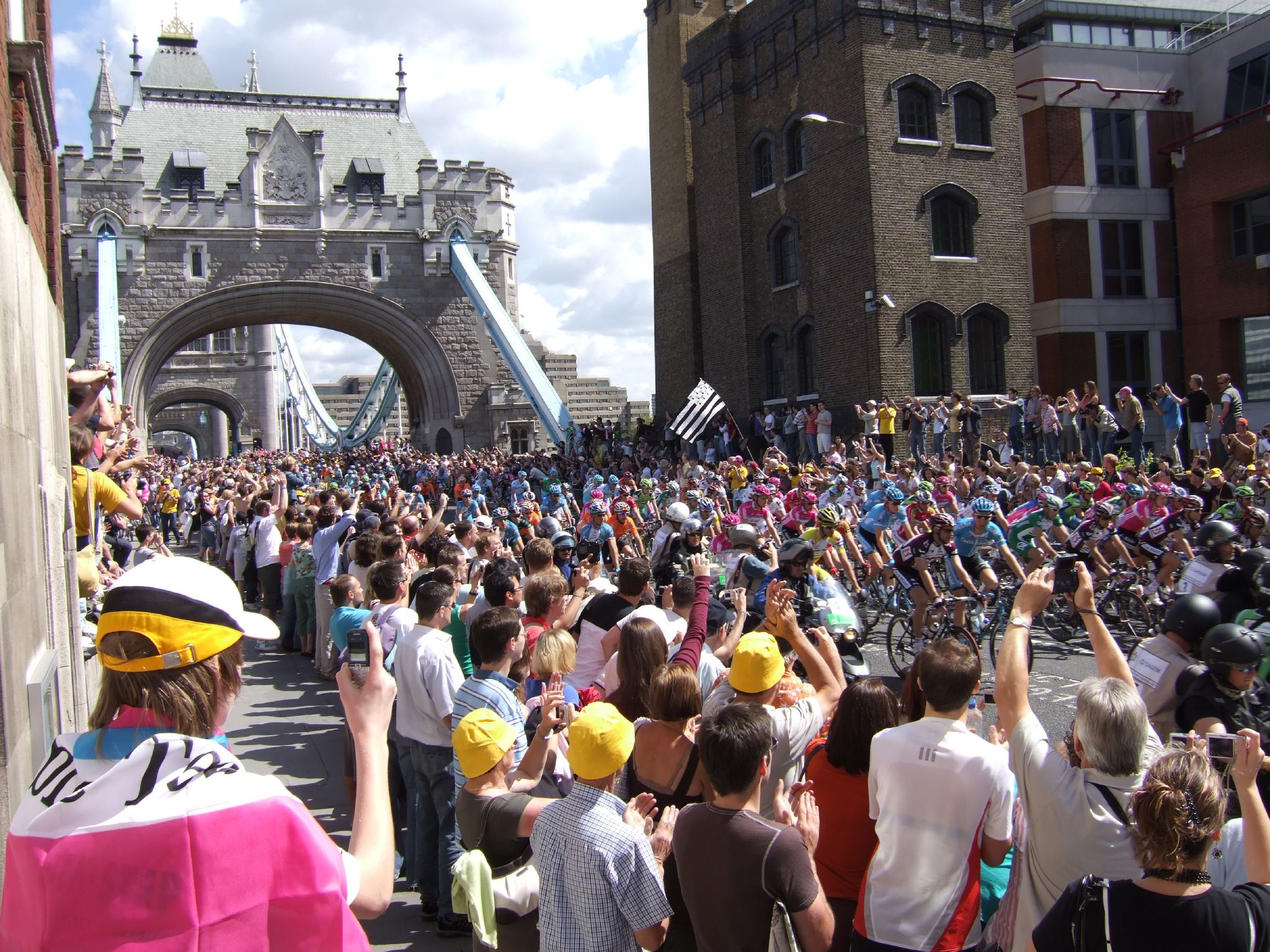
Der Tour-Tross bei seinem Halt auf der Tower Bridge

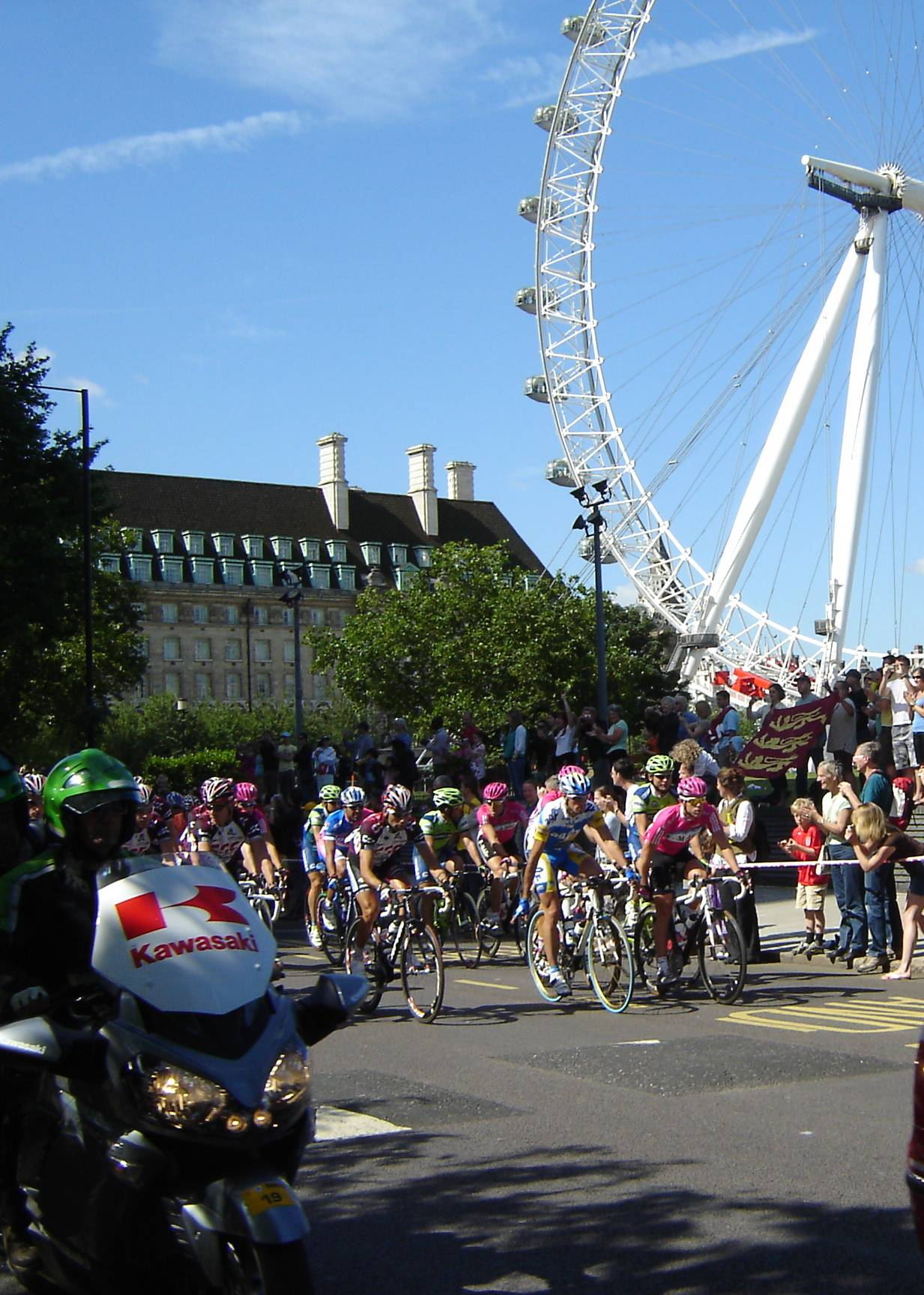
Die Spitze des Hauptfeldes vor dem London Eye

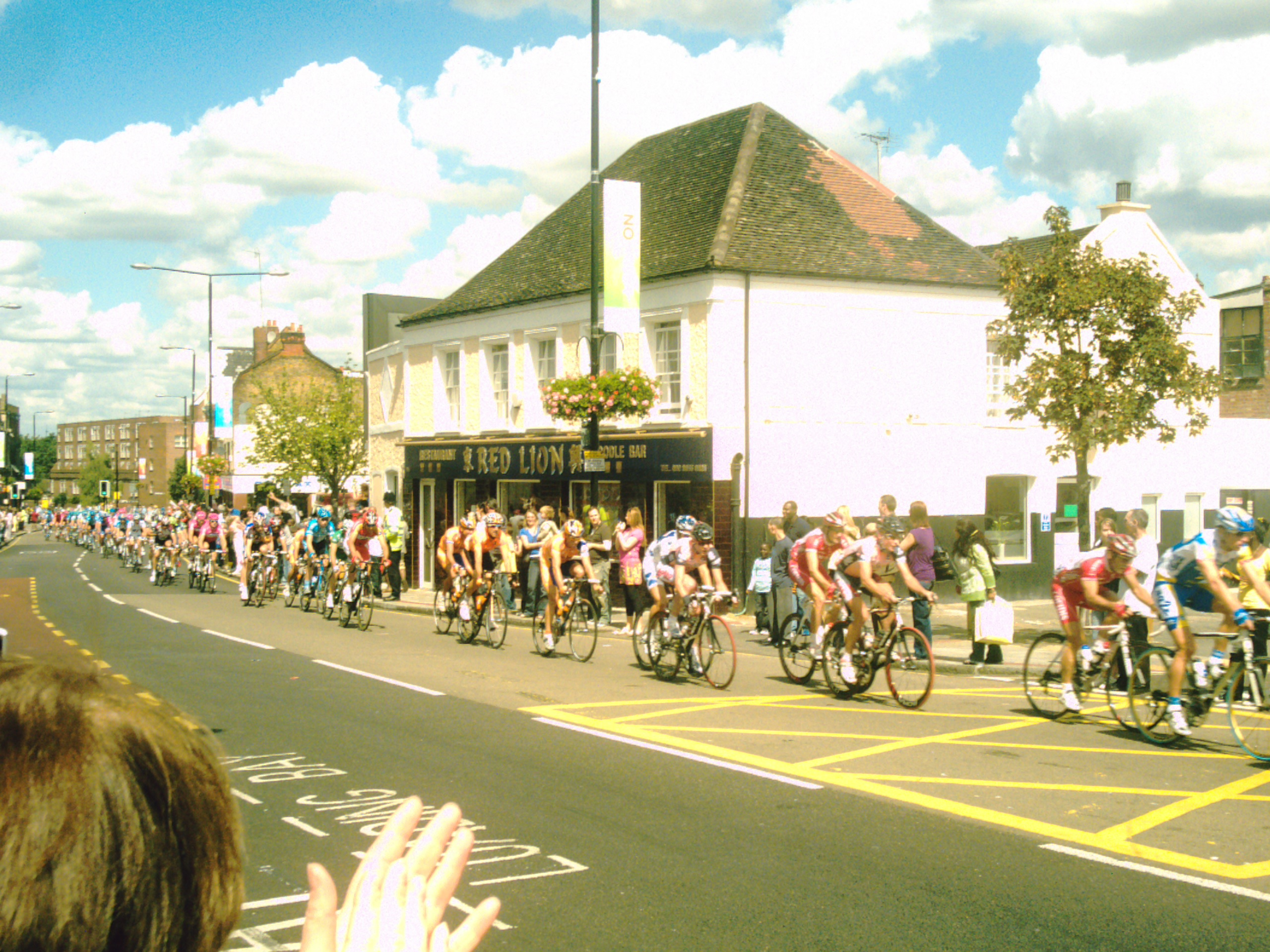
Das Hauptfeld bei der Durchfahrt des Londoner Vorortes Plumstead

1. Zwischensprint in Gillingham (Kilometer 46,5) (10 m ü. NN)
| Erster  | David Millar          | 6 P. und 6 s |
| Zweiter | Andrij Hrywko         | 4 P. und 4 s |
| Dritter | Aljaksandr Kuschynski | 2 P. und 2 s |

2. Zwischensprint in Teston (Kilometer 76) (45 m ü. NN)
| Erster  | David Millar          | 6 P. und 6 s |
| Zweiter | Andrij Hrywko         | 4 P. und 4 s |
| Dritter | Aljaksandr Kuschynski | 2 P. und 2 s |

3. Zwischensprint in Tenterden (Kilometer 140,5) (70 m ü. NN)
| Erster  | Aljaksandr Kuschynski | 6 P. und 6 s |
| Zweiter | Freddy Bichot         | 4 P. und 4 s |
| Dritter | Andrij Hrywko         | 2 P. und 2 s |

## Bergwertungen
Southborough, Kategorie 4 (Kilometer 94,5) (130 m ü. NN; 2,3 km à 4,1 %)
| Erster  | David Millar          | 3 P. |
| Zweiter | Andrij Hrywko         | 2 P. |
| Dritter | Aljaksandr Kuschynski | 1 P. |

Goudhurst, Kategorie 4 (Kilometer 121) (130 m ü. NN; 1,6 km à 5,3 %)
| Erster  | Freddy Bichot         | 3 P. |
| Zweiter | Stéphane Augé         | 2 P. |
| Dritter | Aljaksandr Kuschynski | 1 P. |

Farthing Common, Kategorie 4 (Kilometer 183) (187 m ü. NN; 1,1 km à 6,1 %)
| Erster  | Stéphane Augé      | 3 P. |
| Zweiter | David Millar       | 2 P. |
| Dritter | David de la Fuente | 1 P. |